# 932 (szám)
A 932 (római számmal: CMXXXII) egy természetes szám.

## A szám a matematikában
A tízes számrendszerbeli 932-es a kettes számrendszerben 1110100100, a nyolcas számrendszerben 1644, a tizenhatos számrendszerben 3A4 alakban írható fel.
A 932 páros szám, összetett szám. Kanonikus alakban a 22 · 2331 szorzattal, normálalakban a 9,32 · 102 szorzattal írható fel. Hat osztója van a természetes számok halmazán, ezek növekvő sorrendben: 1, 2, 4, 233, 466 és 932.